# Laurin & Klement – Škoda 120
Laurin & Klement 120 (známý také jako Laurin & Klement – Škoda 120 nebo jen Škoda 120) byl osobní a nákladní automobil vyráběný československou automobilkou Laurin & Klement od roku 1925 do roku 1928. Vycházel z typu 110 ale měl delší rozvor.
Motor byl vodou chlazený řadový čtyřválec s rozvodem SV. Nacházel se vpředu a poháněl zadní kola. Vůz měl výkon 22 kW (30 koní) a objem válců 1944 cm³. Maximální rychlost byla 85 km/h.
Celkem bylo vyrobeno 494 kusů.